# Stroiteł Sofia
Stroiteł Sofia (bułg. ДСО "Строител" (София)) – bułgarski klub piłkarski z siedzibą w stolicy kraju, mieście Sofia, działający w latach 1949–1954.

## Historia
Chronologia nazw:
- 1949: Stroiteł Sofia (bułg. ДСО [Доброволна спортна организация] "Строител" (София))
- 1951: Stroiteł Sofia  (bułg. ДСО [Доброволна спортна организация] "Строител" (София)) – po wyjściu z fuzji Sławia Sofia
- 1954: klub rozwiązano

We wrześniu 1949 roku na bazie klubu Sławia Sofia powstała Dobrowolna Organizacja Sportowa (DSO) "Stroiteł Sofia", do której zostały wchłonięte kilku innych klubów. Organizacja zrzeszała pracowników pracowników budownictwa, rolnictwa i leśnictwa oraz pracowników Służby Pracy ze stolicy. W sezonie 1950 zespół debiutował w Grupie A, gdzie zajął wysokie drugie miejsce. W następnym 1951 roku organizacja została podzielona na GUTP "Stroiteł" i GUTP "Udarnik", przy czym "Stroiteł" pozostał w Grupie A (chociaż statystyki sezonu 1950 zostały przypisane Sławii), natomiast "Udarnik" został następcą najstarszego sofijskiego klubu sportowego "Sławia" i zaczął rozwijać się samodzielnie, rozpoczynając występy w Grupie B. Stroiteł rozpoczął nową historię występów, kończąc rozgrywki sezonu 1951 na ósmym miejscu Grupy A. Ale aby ograniczyć dominację drużyn z Sofii w Grupie A, liczbę drużyn, które spadły i awansowały, podzielono odpowiednio na drużyny stołeczne i obwodowe. Ponieważ Udarnik z Sofii zajął pierwsze miejsce w klasyfikacji końcowej Grupy B, zastąpił ostatnią sofijską drużynę w Grupie A, którym okazał się Stroiteł. W 1952 zespół został wicemistrzem Grupy B i powrócił do Grupy A. W sezonie 1953 zespół zajął 13.miejsce w Grupie A. W 1954 roku połączono obie organizacje pod nazwą USS-DSO "Udarnik" (Sofia), która bazowała się na piłkarzach Sławii, wskutek czego zespół Stroiteł zaprzestał działalności sportowej i został rozwiązany.

## Barwy klubowe, strój, herb, hymn
|  |  |

Klub ma barwy czerwono-białe. Piłkarze domowe spotkania zazwyczaj grają w białych koszulkach, białych spodenkach oraz białych getrach.

## Sukcesy

### Trofea międzynarodowe
Do chwili obecnej klub jeszcze nigdy nie zakwalifikował się do rozgrywek europejskich.

### Trofea krajowe
| \| \| Zdobyte trofea w rozgrywkach Bułgarii (stan na: 31-05-2024) \| |                                                             |      |            |
| Rozgrywki                                                            | Osiągnięcie                                                 | Razy | Sezon(y)   |
| · Mistrzostwo                                                        | I miejsce                                                   | 0    |            |
| · Mistrzostwo                                                        | II miejsce                                                  | 0    |            |
| · Mistrzostwo                                                        | III miejsce                                                 | 0    |            |
| · Mistrzostwo                                                        | 8.miejsce                                                   | 1    | 1951       |
| Puchar                                                               | zdobywca                                                    | 0    |            |
| Puchar                                                               | finalista                                                   | 0    |            |
| Puchar                                                               | ćwierćfinalista                                             | 2    | 1951, 1953 |
| II liga                                                              | I miejsce                                                   | 0    |            |
| II liga                                                              | II miejsce                                                  | 1    | 1952       |
| II liga                                                              | III miejsce                                                 | 0    |            |
| Bułgaria                                                             | Zdobyte trofea w rozgrywkach Bułgarii (stan na: 31-05-2024) |      |            |

## Poszczególne sezony

### Rozgrywki międzynarodowe

#### Europejskie puchary
Nie uczestniczył w rozgrywkach europejskich.

### Rozgrywki krajowe
| \| Bułgaria \| Bilans występów klubu w rozgrywkach piłkarskich Bułgarii (Stan na 31 maja 2025 r.) \| \| |                                                                                    |        |       |   |   |   |    |    |     |            |        |        |      |
| Poziom                                                                                                  | Rozgrywki                                                                          | Sezony | Mecze | Z | R | P | B+ | B– | Pkt | Lata       | Awanse | Spadki | Naj. |
| I | Nacionałna futbołna diwizija / Dyrżawno pyrwenstwo                                 | 2      |       |   |   |   |    |    |     | 1951, 1953 | 0      | 1      | 8    |
| II | B RPG / Wtora PFG / Pyrwa PFL / B PFG / Wtora PFL                                  | 1      |       |   |   |   |    |    |     | 1952       | 1      | 0      | 2    |
| III | Treta amatorska futbołna liga                                                      | 0      |       |   |   |   |    |    |     |            |        |        |      |
| IV | Obłastna futbołna liga                                                             | 0      |       |   |   |   |    |    |     |            |        |        |      |
| | Puchar Bułgarii                                                                    | 3      |       |   |   |   |    |    |     | 1951–1953  | 0      | 0      | 1/4  |
| Bułgaria                                                                                                | Bilans występów klubu w rozgrywkach piłkarskich Bułgarii (Stan na 31 maja 2025 r.) |        |       |   |   |   |    |    |     |            |        |        |      |

## Struktura klubu

### Stadion
Drużyna rozgrywała swoje mecze domowe w Sofii na stadionie Junak, który może pomieścić 35.000 widzów i znajdował się w północno-zachodnim narożniku ogrodu księcia Borysa, na południowym brzegu rzeki Perłowskiej.

## Kibice i rywalizacja z innymi klubami

### Derby
- Akademik Sofia
- CSKA Sofia
- Czerweno zname Sofia
- Lewski Sofia
- Łokomotiw Sofia
- Septemwri Sofia
- Sławia Sofia
- Spartak Sofia
- Torpedo Sofia
- WWS Sofia
- Zawod 12 Sofia